# Secret EP
Secret EP è un extended play della band statunitense Sebadoh, pubblicato nel 2012.

## Produzione
Il gruppo iniziò a registrare i nuovi brani il 29 marzo 2012 nella sala prove di Lou Barlow; man mano che alcuni brani venivano completati furono resi disponibili sul blog di Jason Loewenstein.  Vennero registrati undici brani entro il 10 aprile. A maggio la band iniziò la seconda e ultima sessione di registrazione e a giugno venne mixato l'EP e registrate le sovraincisioni.  Il 18 luglio la band annunciò sulla sua pagina Facebook che il mixaggio era stato completato e che i brani sarebbero stati masterizzati il giorno successivo. Le sessioni di registrazione sono state prodotte e progettate da Lowenstein.
L'EP venne prima pubblicato in autonomia dal gruppo sul sito Bandcamp nel 2012 e poi, nel 2023, la Joyful Noise Recordings lo ha pubblicato e distribuito in diversi formati fisici.

## Tracce
1. Keep The Boy Alive – 4:07 (Lou Barlow)
2. My Drugs – 4:05 (Jason Loewenstein)
3. Arbitrary High (Lou Barlow) – 3:07
4. I Don't Mind – 3:52 (Jason Loewenstein)
5. All Kinds – 1:33 (Lou Barlow)

## Formazione
- Jason Loewenstein: basso e voce
- Lou Barlow: chitarra e voce
- Bob D'Amico: batteria